# コビントン (ケンタッキー州)

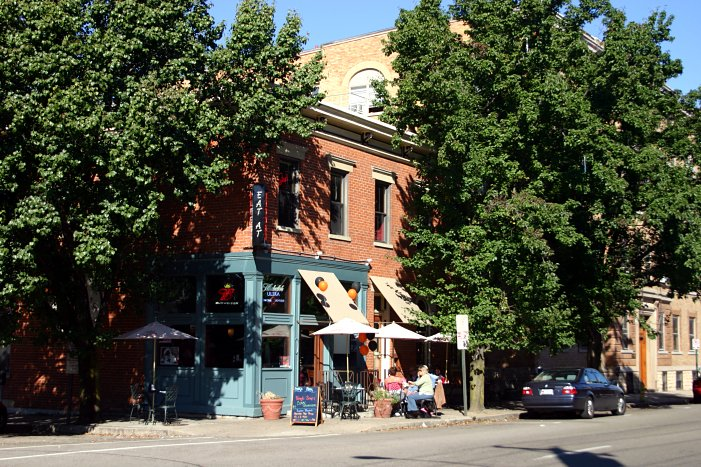
コビントン・ダウンタウン

コビントン（Covington）は、アメリカ合衆国ケンタッキー州北部ケントン郡にある都市。オハイオ川をはさんでシンシナティの対岸に位置し、同市郊外の住宅地として発展している。人口は4万0961人（2020年）で、ケンタッキー州第5の規模である。

## 地理
コビントンは北緯39度3分54秒 西経84度30分35秒 / 北緯39.06500度 西経84.50972度（39.065111, -84.509594）に位置している。同市はオハイオ川に面し、シンシナティの対岸に位置している。
アメリカ合衆国統計局によると、コビントン市は総面積35.4km²（13.7mi²）である。そのうち34.0km²（13.1mi²）が陸地で1.4km²（0.5 mi²）が水域である。総面積の3.88%が水域となっている。

## 交通

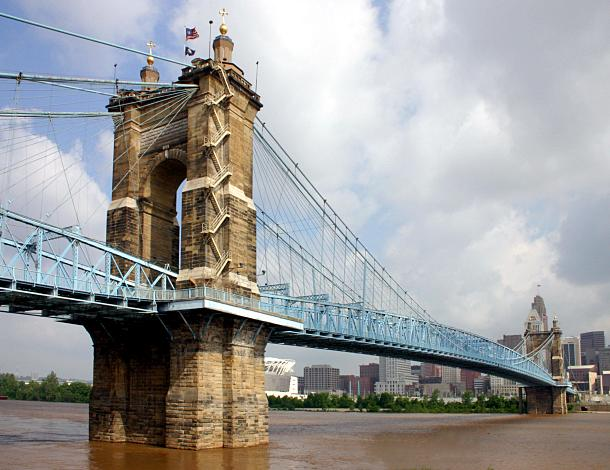
ジョン・A・ローブリング・サスペンション・ブリッジ。対岸はシンシナティのダウンタウン

コビントンを含むシンシナティ大都市圏の玄関口となっている空港はシンシナティ・ノーザンケンタッキー国際空港である。同空港のIATA空港コードであるCVGはコビントンからきている。実際には、同空港は近隣の所属未定地であるヘブロン（Hebron）に位置している。同空港はデルタ航空のハブ空港であり、全米およびヨーロッパからの航空機の便がある。
北部ケンタッキー交通局（Transit Authority of Northern Kentucky、TANK）の運営する路線バスがあり、コビントンを含む北ケンタッキー地区とシンシナティの中心部とを結んでいる。ジョン・A・ローブリング・サスペンション・ブリッジ（John A. Roebling Suspension Bridge）という歴史的吊り橋で連絡しているが、今日では州間高速道路71号線、州間高速道路75号線が交通の主役である。

## 名所

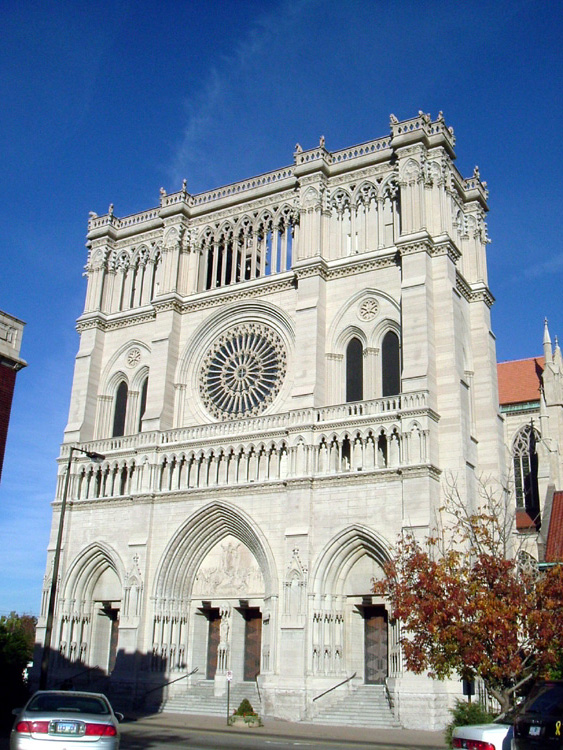
コビントン大聖堂

市内の見どころとしては、1894年に建てられたコビントン大聖堂（Cathedral Basilica of the Assumption）が挙げられる。このカトリックの大聖堂はバシリカ式で、ノートルダム大聖堂に似せて造られた。

## 人口動勢
以下は2000年国勢調査による人口統計データである。
| 基礎データ - 人口: 43,370人 - 世帯数: 18,257世帯 - 家族数: 10,132家族 - 人口密度: 1,274.4人/km²（3,301.3人/mi²） - 住居数: 20,448軒 - 住居密度: 600.8軒/km²（1,556.5軒/mi²） 人種別人口構成 - 白人: 87.05% - アフリカン・アメリカン: 10.14% - ネイティブ・アメリカン: 0.24% - アジア人: 0.34% - 太平洋諸島系: 0.03% - その他の人種: 0.63% - 混血: 1.57% - ヒスパニック・ラテン系: 1.38% 年齢別人口構成 - 18歳未満: 25.9% - 18-24歳: 10.0% - 25-44歳: 33.3% - 45-64歳: 19.0% - 65歳以上: 11.9% - 年齢の中央値: 33歳 - 性比（女性100人あたり男性の人口） - 総人口: 95.9 - 18歳以上: 92.0 | 世帯と家族（対世帯数） - 18歳未満の子供がいる: 28.8% - 結婚・同居している夫婦: 34.3% - 未婚・離婚・死別女性が世帯主: 16.5% - 非家族世帯: 44.5% - 単身世帯: 36.5% - 65歳以上の老人1人暮らし: 12.0% - 平均構成人数 - 世帯: 2.31人 - 家族: 3.08人 収入と家計 - 収入の中央値 - 世帯: 30,735米ドル - 家族: 38,307米ドル - 性別 - 男性: 31,238米ドル - 女性: 24,487米ドル - 人口1人あたり収入: 16,841米ドル - 貧困線以下 - 対人口: 18.4% - 対家族数: 15.5% - 18歳未満: 25.0% - 65歳以上: 13.4% |